# 韩子木
韩子木（1871年—1935年），河北省饶阳县人。中华人民共和国政治人物。

## 生平
青年时期留学日本警务学堂，曾参加了孙中山领导的同盟会，成为中国早期同盟会员之一。回国后，积极坚持反清斗争和讨袁活动，是直隶省有名望的民主革命者。1924年春，加入中国共产党，创建了中共饶阳县第一个党支部。1925年应李锡九邀请到河南国民革命军第二军任督察员，后任荥阳县长。1926年6月回饶阳担任地方委员会领导工作。1928年为适应形势需要，组织了国民党临时县党部，领导了一系列的农民斗争。同年底讨赤捐斗争失利后在北平被捕入狱。经党组织营救，1929年9月出狱。后于1935年病逝。